# D. L. 휴글리
대릴 린 휴글리(Darryl Lynn Hughley, 1963년 3월 6일 ~ )는 미국의 배우, 희극인, 방송인이다.

## 출연 작품
- 하트비트 (2016년)
- 캣 런 (2011년) - 덱스터 역
- 글로리 데이즈(영어판) (2010년) - 코치 프랭클린 역
- 스파이 스쿨 (2008년) - 알버트 역
- 스튜디오 60 (2006년)
- 스트립, 비치발리볼 (2006년) - 텐스폿 역
- 섀클스 (2005년) - 벤 크로스 역
- 소울 플레인 (2004년) - 자니 역
- 리얼 타임 위드 빌 마허 (2003년) - 본인 역
- 지미 키멜 라이브! (2003년) - 게스트 역
- 체이싱 파피 (2003년)
- 무서운 영화 3 (2003년) - 존 윌슨 역
- 카슨 데일리 쇼 (2002년)
- 브라더스 (2001, The Brothers)
- 오리지널 킹스 오브 코미디 (2000년)
- 더 레이트 레이트 쇼 위드 크레이그 킬본 (1999년)
- 형사 가제트 (1999년) - 가제트 차 역
- 더 데일리 쇼 위드 존 스튜어트 (1996년) - 게스트 역
- 하트브레이커